# Štěpán Drda
Štěpán Drda (20. září 1903 Praha – 25. února 1941 Kasárna Ruzyně) byl český odbojář v období druhé světové války popravený nacisty.

## Život

### Před druhou světovou válkou
Štěpán Drda se narodil 20. září 1903 v Praze II v rodině tesařského mistra Josefa Drdy a Boženy, rozené Váňové. Pracoval jako typograf v jedné pražské tiskárně. V roce 1929 se oženil s Marií Horešovskou a za svou novomanželkou se přestěhoval do Hostivice. Manželům se v roce 1930 narodil syn Josef. V Hostivici se zapojil do činnosti veřejných spolků, stal se sekretářem místního fotbalového klubu a jednatelem hasičského sboru.

### Druhá světová válka
Po německé okupaci v březnu 1939 se Štěpán Drda zapojil do protinacistického odboje s využitím své profese. Zajišťoval tisknutí potravinových lístků navíc, které pak odboji předával. Během první Heydrichiády byl za svou činnost zatčen gestapem, dne 25. listopadu 1941 byl mimořádným soudem k trestu smrti a téhož dne popraven v ruzyňských kasárnách.

## Posmrtná ocenění
- Po Josefu Broulovi byla v Hostivici pojmenována jedna z ulic[1]